# جون ريمر
جون ريمر (بالإنجليزية: John Rimmer)‏ هو معلم موسيقى وملحن نيوزلندي، ولد في 5 فبراير 1939.

## وصلات خارجية
- جون ريمر على موقع ميوزك برينز (الإنجليزية)
- جون ريمر على موقع ديسكوغز (الإنجليزية)